# 강길우
강길우(1986년 11월 10일 ~ )는 대한민국의 배우이다.

## 학력
- 중앙대학교 연극영화학부 학사

## 출연 작품

### 영화
- 《여름이 지나가면》 (2025년) - 담임 역
- 《전,란》 (2024년)
- 《로기완》 (2024년) - 한인 변호사 역
- 《정동길》 (2024년) - 재훈 역
- 《절해고도》 (2023년)
- 《비밀의 언덕》 (2023년) - 성호 역
- 《여섯 개의 밤》 (2023년) - 규형 역
- 《뒤틀린 집》 (2022년) - 강영규 역
- 《초록밤》 (2022년) - 원형 역
- 《브로커》 (2022년) - 임씨 역
- 《온 세상이 하얗다》 (2022년) - 김모인 역
- 《식물카페, 온정》 (2021년) - 현재 역
- 《더스트맨》 (2021년) - 도준 역
- 《정말 먼 곳》 (2021년) - 진우 역
- 《아이》 (2021년) - 승우 역
- 《온 세상이 하얗다》 (2020년) - 모인 역
- 《사는게 먼지》 (2020년) - 동완 역
- 《소풍같이》 (2020년) - 도진 역
- 《마음 울적한 날엔》 (2020년) - 연우 역
- 《파도를 걷는 소년》 (2020년) - 갑보 역
- 《마이 리틀 텔레비전》 (2019년) - 명학 역
- 《스네일 맨》 (2019년) - 롯 역
- 《기대주》 (2019년) - 수영강사 역
- 《한강에게》 (2019년) - 길우 역
- 《시체들의 아침》 (2018년) - 성재 역
- 《스윙키즈》 (2018년) - 삼식 린치 포로 역
- 《비밥바룰라》 (2018년) - 내과의사 역
- 《명태》 (2017년) - 김수 역
- 《신과함께: 죄와 벌》 (2017년) - 자홍부상자 1 역

### 드라마
- 《캠퍼스 흥신소》 (2016년, 웹드라마) - 김상수 역
- 《O'PENing - 첫 눈길》 (2022년, tvN) - 지창섭 역
- 《재벌집 막내아들》 (2022년, JTBC) - 백 상무 역
- 《더 글로리》 (2022년, Netflix) - 김수한 역
- 《악귀》 (2023년, SBS) - 염승옥 역
- 《연인》 (2023년, MBC) - 정명수 역
- 《힘쎈여자 강남순》 (2023년, JTBC) - 닥터 최 역
- 《웰컴투 삼달리》 (2023년, JTBC) - 고철종 역
- 《나의 완벽한 비서》 (2025년, SBS) - 김동기 역
- 《굿보이》 (2025년, JTBC) - 이상곤 역

### 연극
- 《메멘토모리》
- 《5두방정》
- 《바다 한가운데서》
- 《갈매기B》
- 《아모르 파티》

## 음반
- 《왜소행성134340 OST》 (2017년)

## 수상
- 2018년 제5회 가톨릭영화제 스텔라상
- 2014년 제3회 아시아 시어터 스쿨 페스티벌 연기상